# Медиум
Ме́диум (лат. medium «средний»; здесь «посредник») — чувствительный индивидуум, который, как считают последователи спиритуализма (хоть зачатки медиумизма есть у всех), служит более одарённым связующим звеном между двумя мирами: материальным и духовным. Практика медиумизма также используется в вуду, кандомбле, умбанде, эзотерических традициях и парапсихологии.
Согласно определению Джеймса Максвелла медиум — «человек, в присутствии которого могут наблюдаться психические явления». Гюстав Желе писал: «Медиум — человек, составляющие элементы личности коего — ментальные, динамические и материальные — способны к моментальной децентрализации».
Против подобных определений резко возражал Фредерик Майерс: термин «медиум» он считал «варварским и двусмысленным». Считая, что многие явления связанные с медиумизмом являются в действительности проявлениями подсознательной деятельности, он предлагал называть таких личностей «автоматистами» («automatist»). Профессор Пьер Жане в книге «L’Automatisme Psychologique» употреблял по отношению к медиумам термин «les individus suggestibles», считая, что они находятся под контролем не потустороннего «духа», но — идеи или внушения, либо внутреннего происхождения, либо привнесённых извне.
Ломброзо утверждал, что существует прямая связь между медиумизмом и состоянием «истерии». Отчасти соглашался с ним и профессор Рише, говоривший: «Медиумы в той или иной степени — психопаты… Их сознание страдает от диссоциации, следствием чего являются определённая психическая нестабильность и сниженное чувство самосознания в трансовом состоянии».
Национальный научный фонд (США) относит веру в возможность ментального общения с духами умерших и че́ннелинг (англ. channeling или амер. англ. channelling от channel; способность «потусторонних сил» временно управлять телом человека) к одним из наиболее распространённых среди американцев псевдонаучных заблуждений.

## История медиумизма
История медиумизма, как считают спиритуалисты, нисходит к далёкой древности. Одна из самых известных историй такого рода — Аэндорская волшебница, которая, согласно Библии, призвала дух пророка Самуила, чтобы позволить царю Саулу расспросить своего бывшего наставника о грядущем сражении.

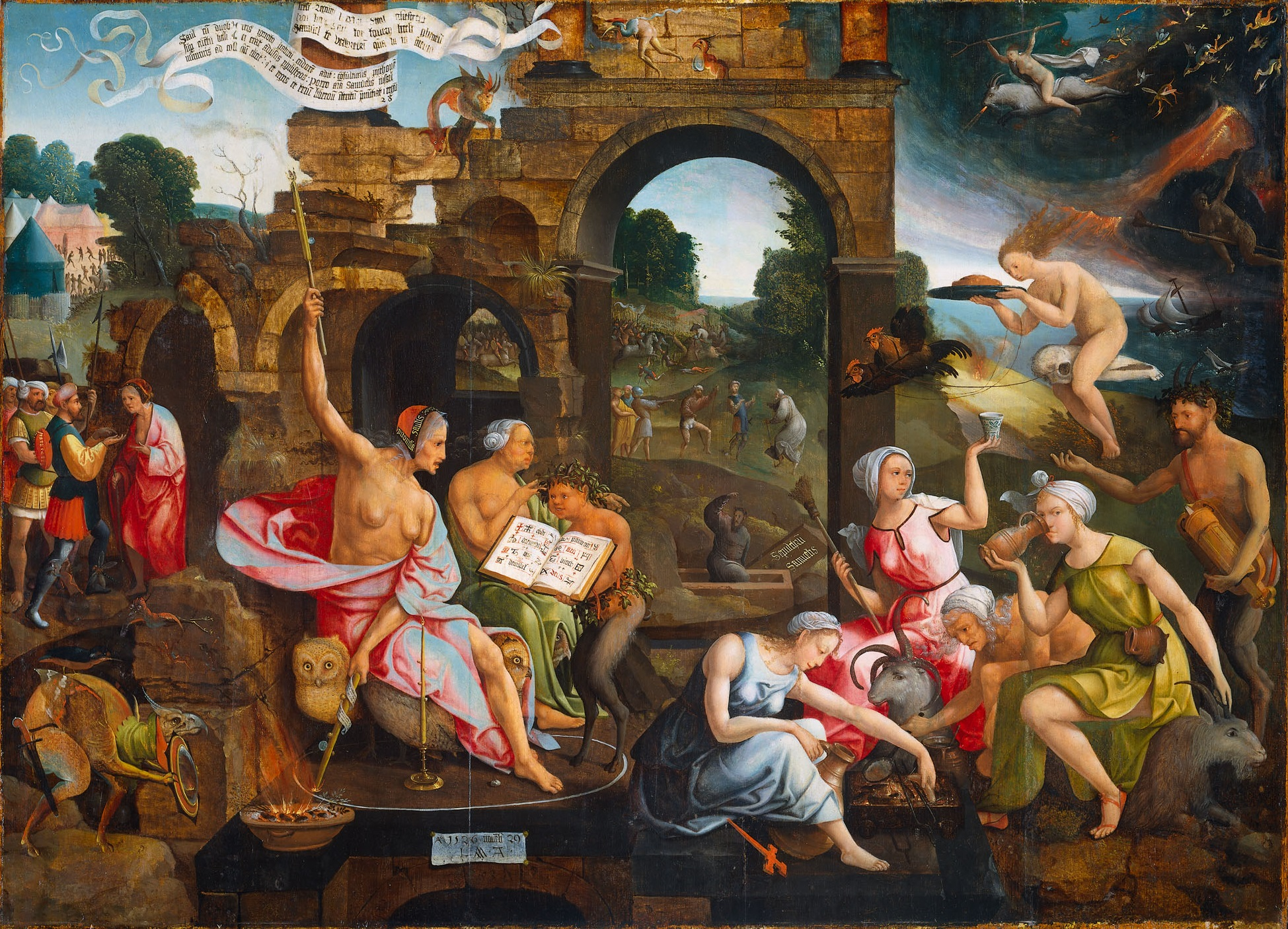
Саул у Аэндорской волшебницы

Одна из первых книг, посвящённых установлению контакта живых с умершими, «Dialogues with the Dead», была написана Джорджем (Первым бароном) Литтлтоном и издана в 1760 году. В числе «духов», упоминавшихся в этом трактате, были Пётр Великий, Перикл, «Североамериканский дикарь», Уильям Пенн и Кристина (королева Швеции).
Широкое распространение медиумизм получил в США и Европе после становления спиритуализма как формы религиозного движения — начиная с 1848 года, после того, как появились сообщения о том, что в Гайдсвилле сёстры Фокс вступили в контакт с невидимой сущностью в своём доме. В середине XIX века широкую известность также получили медиумы Леонора Пайпер, Эмма Хардинг-Бриттен, Флоренс Кук, Элизабет Хоуп и Дэниэл Данглас Хьюм. О медиумах и медиумизме много писал Аллан Кардек, который в 1860 году ввёл термин спиритизм.

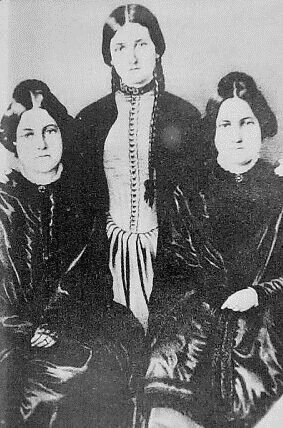
Сёстры Фокс

По мере того, как к изучению феномена приступили серьёзные учёные, стали появляться сообщения о случаях массового мошенничества среди медиумов. Вместе с тем, некоторые из медиумов, которые время от времени разоблачались наблюдателями (например, Эвсапия Паладино), имели и сторонников из числа известных учёных (Оливер Лодж, Уильям Крукс, Шарль Рише и др.)

## Изучение медиумизма
В Британии исследованием медиумизма, в частности, аспектов его, связанных с телепатией и ясновидением, занялось Общество психических исследований. Публикации в Journal of the Society for Psychical Research имели, как правило, критический характер, но в некоторых случаях исследователи признавали факты подлинного медиумизма и реальность демонстрировавшихся на сеансах паранормальных явлений.
В университете штата Аризона на факультете психологии была организована специальная исследовательская программа VERITAS в лаборатории по Изучению сознания и здоровья (Laboratory for Advances in Consciousness and Health) под руководством Гэри Шварца. Своей целью она поставила проверку утверждений, что какая-то часть сознания умершего сохраняет свою индивидуальность после смерти. Программа исследований VERITAS была одобрена академическим советом университета.

## Разновидности медиумизма
Различают два основных вида медиумизма: ментальный (трансовый) и физический.

### Ментальный медиумизм
Ментальный медиумизм подразумевает возможность общения духов и медиума посредством телепатии. При этом медиум «слышит», «видит» или «чувствует» информацию, которая передаётся ему духом-посредником, и в свою очередь передаёт её присутствующим (которых именуют «заседающими» — «sitters»). К числу способностей, требующихся для осуществления ментального медиумизма относятся ясновидение (clairvoyance; как правило, подразумевает наличие «внутреннего зрения»), «яснослышание» (clairaudience) и «ясночувствование» (clairsentience). Последнее является наиболее распространённой формой медиумизма: принято считать, что с него начинается развитие «психических» способностей. Наиболее распространёнными разновидностями ментального медиумизма являются «прямой голос» (или «речевой медиумизм») и автоматическое письмо.

#### Ченнелинг
Ченнелинг (от англ. channeling — «прокладывание канала» или «передача по каналу»; более ранний термин «контактерство»), в ряде современных эзотерических учений — способ подключения к «всемирному разуму», необъятному хранилищу информации, существующему с момента зарождения Вселенной. Ныне практика ченнелинга распространена среди приверженцев пантеистического движения нью-эйдж.
Ченнелинг по убеждению нью-эйджеров — это не просто контакт с любым нечеловеческим разумом, это организация устойчивого канала связи именно с теми сущностями, которых практикующие ченнелинг считают «старшими братьями» человечества. Людей, участвующих в ченнелинге, обычно называют «каналами», а тех, кто передаёт им информацию в виде различных «посланий» — «наставниками». Учение о «наставниках» синкретически объединяет представления о сверхъестественных существах, бытовавшие в разных религиях в разное время. Наставники — это души мёртвых, боги, демоны, ангелы, бодхисаттвы, эльфы и т. д. Сюда же включают и пилотов НЛО.
По представлениям эзотериков «старшие братья», или «наставники», стремятся научить человечество использовать ченнелинг для самосовершенствования, оздоровления, помощи окружающим и наивысшей самореализации. Главной целью наставников является научить человечество не слепо поклоняться кому-либо или чему-либо, а вникать в смысл и суть данных ему посланий (откровений). Как и другие медиумические и спиритические практики, ченнелинг не признаётся научным сообществом в виду отсутствия объективных доказательств его существования, и осуждается мировыми религиями.
Считается, что контактёр получает от других сущностей (душ умерших, высшего я, ангелов, демонов, богов, инопланетян) в форме мыслей. Чаще всего они для этого используют автоматическое письмо. Ченнеллеры как бы записывают то, что в виде мыслей надиктовывают им наставники, потому записанные ими тексты также называют диктовками. Если диктовки содержат пророчества и поучения, адресованные широкому кругу лиц, их ещё называют посланиями. Многие послания объединяются в сборники и публикуются как книжными издательствами, так и интернет-сайтами, порождая новый поджанр эзотерической литературы.
В нью-эйдж сущности подразделяются на светлых, тёмных и серых. Практике ченнелинга может научиться каждый, но при недостаточности духовного развития контактёра на контакт выходят либо серые, либо тёмные, что для него может быть опасным. Желающему освоить ченнелинг следует соблюдать чистоту мыслей, остерегаться негативных эмоций, научиться остановке внутреннего диалога, расслаблению, медитации.
В простейшем случае ченнеллер для инициации контакта расслабляется, затем мысленно задаёт вопрос сущности, от которой желает получить ответ, и, стараясь ни о чём не думать, ждёт ответа. Если какие-то мысли все же приходят, он их записывает. Из содержания записанных мыслей и внутренних ощущений во время записи и делается вывод, был ли ответ продиктован светлыми сущностями или тёмными, или же вовсе является плодом его воображения. Традиционно чувство гармонии и блаженства свидетельствует о контакте со светлой сущность, тогда как ощущение тревоги, страха, стыда, гордыни, раздражения — о контакте с тёмными или серыми.
Также контактёрами описывались случаи ченнелинга по инициативе самих сущностей, когда поток информации начинал поступать спонтанно, без предварительных ритуалов, расслаблений и медитаций. Считается, что ченнеллера, получающего спонтанные диктовки, эти сущности избрали специально для передачи посланий.
Используя понятие «ченнелинг», нью-эйджеры объясняют некоторые духовные практики, существовавшие в период развития человечества, как единое целое. Его, по их убеждениям, практиковали в языческих религиях, эту практику использует шаманизм. Шаманы входят в транс и отправляются в мир духов, общаются с ними, а затем облекают в словесную форму их послания и толкуют информацию, полученную от духов, своим соплеменникам. Ченнелинг присутствует в шаманистских религиях Америки, Африки и Австралии.
Ченнелингу нью-эйджеры также отводят большую роль в образовании мировых религий, создании некоторых произведений литературы, живописи, музыки, науки, философии. Им объясняется вдохновение. Посредством ченнелинга были якобы получены такие священные книги как Веды и Коран, работы таких писателей как Елена Блаватская, Елена Рерих, Ника Турбина, Ли Кэрролл, Сэл Рэйчел, Алиса Бэйли.

#### Речевой медиумизм
Последователи спиритуализма считают, что явление речевого медиумизма (другое его название — «прямой голос») известно с древности. В доказательство тому они приводят «демона», с которым общался Сократ (Фредерик Майерс называл эту сущность «глубинным пластом самой мудрости», который «общался с поверхностным пластом разума»), «голоса» Жанны д’Арк.
Пионером современного речевого медиумизма считается Джонатан Кунз, фермер из Огайо, который в своём домике начиная с 1852 года якобы получал сообщения, используя оловянный мегафон, откуда исходили «голоса». Похожие явления (если верить, в частности, профессору Мэйпсу) происходили на сеансах братьев Давенпорт, причём биограф последних, Р. Купер утверждал, что голос «Джона Кинга» он нередко слышал и вне комнаты, в дневное время, когда прогуливался с братьями по улице. О том, что в присутствии Мэри Маршалл (первого публичного медиума Британии) также звучали голоса Джона Кинга и других духов, свидетельствовал, в частности, доктор У. Г. Харрисон, редактор журнала «Спиритуалист». Каждый раз скептики в подобных случаях подозревали медиумов в чревовещании. Чтобы исключить подобные подозрения, Д. Д. Хьюм пытался сам говорить, когда «вещали» духи, утверждая, что «говорить и чревовещать одновременно — невозможно», и делал это убедительно.
Артур Конан Дойл (утверждавший, что неоднократно слышал на сеансах несколько голосов одновременно), в числе современных речевых медиумов Великобритании упоминал Робертс Джонсон, Бланш Купер, Джона Слоана, Уильяма Феникса, миссис Дансмор, Ивена Пауэлла.

### Физический медиумизм
Физический медиумизм в спиритуализме подразумевает энергетический контакт «духа» с миром живущих посредством медиума, в результате чего последний демонстрирует различные паранормальные явления: материализацию, аппорты, психокинез, левитацию и так далее.
К числу граничных медиумических явлений, сочетающих в себе признаки как ментального, так и физического медиумизма, относится, в частности, феномен «спиритической фотографии».

#### Фотографический медиумизм
В 1861 году гравёр Уильям Г. Мамлер из Бостона выставил на обозрение фотографии, которые, как он утверждал, помимо его воли содержали в себе нечто, явившееся из потустороннего мира. Феномен вскоре обрёл популярность и стал известен как «спиритическая фотография». Мамлер утверждал, что поначалу это происходило у него непроизвольно: он просто обнаруживал на своих пластинках «двойников» живых людей и какие-то загадочные фигуры, совершенно видеть их там не желая. По его стопам в Британии пошёл Томас Слейтер, причём (если верить некоторым последователям спиритуализма) его участие было предсказано в 1856 году на сеансе, который Слейтер проводил в Лондоне с лордом Бругемом и Робертом Д. Оуэном. Ряд исследователей удостоверили подлинность фотографий: в их числе был натуралист сэр Альфред Рассел Уоллес, который писал в книге «О чудесах и современном спиритуализме»:
Первым и несомненным успехом было появление изображения двух голов на обратной стороне фотографической пластинки с портретом его сестры. Одна из этих голов, вне всякого сомнения, принадлежала лорду Бругему; другая, менее чёткая, изображала Роберта Оуэна, с которым мистер Слэйтер общался лично до самого момента его смерти.А. Р. Уоллес
По словам Конан Дойла, начиная с 1861 года появилось около 30 признанных медиумов психической фотографии, в том числе Хоуп, Хадсон, Паркес, Уайли, Бюге, Бурнель и Дюгид. Впоследствии, однако, стали появляться сообщения о том, что Мамлер занялся производством подделок, что значительно подпортило его репутацию и даже в какой-то момент стоило ему свободы. Мамлер, скончавшийся в полной нищете в 1884 году, описал свою карьеру в книге «Личные опыты Уильяма Г. Мамлера в фотографировании духов», экземпляр которой хранится в Британском музее.

## Духи-наставники
В западном спиритуализме «духом-наставником» (англ. spirit guide или «духом-связным» (англ. spirit communicator) принято называть бестелесную духовную сущность, устанавливающую с медиумом постоянный контакт — как правило, руководствуясь благородными целями (для дачи советов, наставлений и т. д.). Термин дух-оператор (англ. spirit operator) используется в отношении сущности, которая использует медиума в качестве энергетического источника.
В раннем спиритуализме в роли духов-наставников нередко выступали этнические индейцы. Одним из самых популярных персонажей спиритических сеансов XIX века в США был некто, именовавший себя «Белым ястребом» (любопытно, что в негритянских общинах того же рода, в частности, основанных Матерью Лифи Андерсон, активно действовал «Черный ястреб»). Среди «наставников» были также древние китайцы и египтяне. Термин этот также употребляется иногда по отношению к «ангелам» и «духам природы»; в некоторых случаях (чаще всего в шаманизме) — даже к духам-животным.
Медиум Алиса Бейли также описывала опыт общения с «духом», которого она именовала «тибетцем»

## Русский медиумизм
Начиная с середины XIX в. в Российской империи в среде интеллектуалов возникла оживленная дискуссия вокруг «Медиумических явлений». Обсуждение этого феномена велось, в частности, в кругах В. С. Соловьева, Н. Я. Грота, Л. М. Лопатина. Соловьев активно сотрудничал с А. Н. Аксаковым, полемизировавшим тогда с Э. Ф. Гартманом. Н. Я. Грот способствовал исследованиям медиумов, которые проводились в Русском обществе экспериментальной психологии Н. П. Вагнером, а Л. М. Лопатин посещал собрания Русского спиритуалистического общества.

## Разногласия между последователями спиритуализма и теософии
Серьёзные разногласия в трактовке медиумизма существуют между последователями спиритуализма и теософии. Мэнли Холл в книге «Оккультная анатомия человека», определяя разницу между ясновидением и медиумизмом, критикует последний:
Ясновидящий — это тот, кто поднял спинную змею в мозг и ростом своим заслужил право зрения невидимых миров с помощью третьего глаза или шишковидной железы. Ясновидящими не родятся: ими становятся. Медиумами не становятся: ими родятся. Ясновидящий может стать таковым после долгих лет, иногда целых жизней строжайшей самодисциплины; с другой стороны медиум, сидя в темной комнате или при помощи схожих методов, может прийти к результатам через несколько дней… Медиумизм для человека ненормален, тогда как ясновидение является естественным результатом и развитие духовной природы его.

Согласно Теософскому словарю Е. П. Блаватской: 

…Верование в постоянное общение живых с мертвыми, либо посредством собственных медиумистических способностей, либо через так называемого медиума, — это ни что иное, как материализация духа и деградация человеческой и божественной душ. Верующие в подобные сношения просто бесчестят усопших и постоянно кощунствуют. В древности это справедливо называлось «Некромантией».

Критиковала медиумизм в своих письмах и Елена Рерих: 

…Пусть никто <…> не рассматривает медиумизм как дар. Напротив, это есть величайшая опасность и камень преткновения для роста духа. Медиум есть постоялый двор, есть одержание. Истинно, медиум не имеет открытых центров, и высокая психическая энергия отсутствует в нём… <…> Запомним одно правило — нельзя получать никаких Учений через медиумов. Блаватская всю свою жизнь боролась против невежественного отношения к медиумам. Существует много её статей, посвященных именно описанию опасностей, которым подвергаются люди, посещающие спиритические сеансы без достаточного знания и сильной воли.

## Опасности медиумизма
Парапсихология рекомендует с крайней осторожностью проводить эксперименты с медиумизмом, считая, что, поскольку в этих ситуациях задействованны глубинные слои подсознания медиума, любая неожиданность в ходе сеанса может вызвать непредсказуемую реакцию и самые неожиданные последствия. В частности: при том, что некоторые «материализации» ведут себя на сеансах подчас вызывающе-игриво, — физический контакт с ними потенциально опасен.

### Случай с Марией Зильберт
Эдальберт Авиан, автор биографии медиума Марии Зильберт, так описывает поведение последней после того, как он во время сеанса не удержался и (по собственному признанию) «приласкал» оформившуюся из её эктоплазмы девушку-«духа»: «Дверь распахнулась сама собой. На пороге стояла Мария Зильберт или, точнее, призрачное её подобие. Она глядела на меня, и глаза её горели зелёным светом. За эти несколько минут Мария заметно выросла: теперь она была на голову выше меня. Черты лица её застыли, превратившись в безжизненно-серую угрожающую маску. Её тело время от времени испускало электрические разряды, сверкавшие, как молнии». Авиан ретировался в гостиную. Медиум, передвигаясь подобно роботу последовала за ним. Он спасся бегством в одну из комнат и запер за собой дверь, однако несколько минут спустя впервые в жизни «…увидел процесс взаимопроникновения материи», который назвал «ужасным» зрелищем, «противоречащим всем законам природы»:
Я стоял, глядя на входную дверь, достаточно светлой окраски. Вдруг мне показалось, что посередине она стала полупрозрачной. В тот же момент сквозь неё стали проникать тусклые всполохи света. Я прыгнул ещё на пару ступенек вверх, поближе к верхнему этажу квартиры, и присел на пол. Прозрачная часть двери стала теперь чуть темнее остальной поверхности, и сквозь неё проглянул женский силуэт. Затем на высоте примерно двух метров от пола показалась полуоформившаяся голова. Вспышки молний стали ярче и отчётливее. Дверь — моя единственная защита — явно становилась для них все более проницаемой. Затем разряды прекратились, последовала мощная вспышка, и медиум показалась в двери, но не в обычном виде, а как бы сжавшись в плоскость, сократившись на одно измерение. Тело её словно оказалось в натуральную величину спроецированным на дверную поверхность. Я ошеломлённо наблюдал за происходящим, не зная, бежать ли на верхний этаж или задержаться ещё. Последовала новая вспышка. Мария Зильберт вышла из дверной плоскости и направилась ко мне. Тяжёлые шаги гулко загрохотали по ступенькам. Её лицо, искаженное ещё более дикой, чем прежде, гримасой, было запрокинуто вверх. Я окончательно утратил самообладание и, перепрыгивая через четыре ступеньки, побежал на второй этаж.Э. Авиан о медиумизме М. Зильберт
Нандор Фодор отмечает, что рассказ Э. Авиана, служит своего рода «обратным вариантом» хроники феномена, известного как «плоская материализация». Так, на сеансах, которые барон Альберт фон Шренк-Нотцинг проводил с медиумом м-ль Биссон, последняя, если верить присутствующим, материализовывала двухмерные фигуры, неоднократно фиксировавшиеся фотокамерой. Снимки этих пространственных изображений до такой степени напоминали газетные вырезки, что скептики не раз пытались разыскать издания, из которых они были изъяты. Впоследствии в парапсихологии возникло предположение, что такого рода пространственные «шаржи» есть не что иное, как умственные образы, сверхъестественным образом вынесенные разумом в пространство. С другой стороны (отмечает Н. Фодор) предположение о том, что не «дух», а медиум могла «ужаться» в плоскость, чтобы преодолеть материальное препятствие (как это якобы сделала Мария Зильберт), выглядит невероятным.

## Медиумизм сегодня
В 30-х годов XX века последовала серия разоблачений известных медиумов цирковыми фокусниками, нашедшими в их арсеналах трюки, используемые в цирке. С этого времени популярность спиритического медиумизма стала сходить на нет, — на смену ему постепенно пришла техника ченнелинга, в настоящее время часто ассоциируемая с традициями движения «нью эйдж». Традиционный медиумизм по-прежнему практикуется в сообществе спиритуалистических церквей и сект, в частности, в рамках британской ассоциации National Spiritualist Association of Churches (NSAC).

## Спиритуалистские церкви
В современных спиритуалистских церквях общение с умершими входит в рутинную религиозную практику. Термин «сеанс» при этом используется редко: здесь чаще говорят о «приёме посланий». Как правило, такие заседания проходят не в затемнённых комнатах, а в ярко освещённых церковных холлах или на открытом воздухе в лагерях спиритуалистов (таких, как Lily Dale в штате Нью-Йорк или Camp Cassadaga во Флориде). Как правило, «посланническая служба» или «демонстрации вечности жизни» (в терминологии служителей) проходят в открытом доступе для всех желающих. В некоторых церквях службе предшествуют целительские сеансы.
Помимо «духов», имеющих родственное отношение к кому-то из гостей или непосредственно к медиуму, иногда вызываются сущности, так или иначе связанные с историей данной спиритуалистской церкви. Примером последнего может служить «Чёрный ястреб» (Blackhawk) — краснокожий индеец племени Фокс, который жил в XIX веке и был духом-наставником медиума Лифи Андерсон. В латиноамериканской религии Espiritismo, во многом родственной спиритуализму, сеансы называются «мессами» (misas). «Духи», здесь вызываемые, обычно представляются католическими святыми.

## Критика
Не только последователи спиритуализма, но и некоторые учёные, включая тех, что работали в рамках Общества психических исследований (ОПИ), утверждали, что известны как минимум несколько медиумов, демонстрировавших подлинные явления. Однако в обществе и науке преобладает скептическое отношение к медиумизму. Вера в возможность общения с духами и другими потусторонними силами рассматривается в качестве одного из распространённых псевдонаучных заблуждений. Считается, что медиумы пользуются хорошо известными в современной психологии методами «холодного чтения», чтобы собрать информацию о присутствующих на сеансе и затем сообщить правдоподобные сведения о них. Ключевую роль в подобного рода медиумизме играет «эффект субъективного подтверждения» (см. эффект Барнума) — люди предрасположены считать достоверной ту информацию, которая хоть и является случайным совпадением или догадкой, однако кажется им персонально важной и значимой и отвечает их личным убеждениям.
Статья об этом феномене в «Британнике» делает акцент на том, что «…один за другим „спиритуалистские“ медиумы уличались в мошенничестве, иногда используя трюки, заимствованные у сценических „магов“-иллюзионистов, с тем, чтобы убедить присутствующих в наличии у них паранормальных способностей». В статье отмечается также, что «…вскрытие широкомасшатбного жульничества, происходившего на спиритических сеансах, причинило серьёзный ущерб репутации движения спиритуализма и в США задвинуло его на общественную периферию».
В числе тех, кто отрицает медиумизм, — как атеисты, так и теисты, которые либо не верят в существование «духов умерших», либо отрицают возможность прижизненного контакта с ними посредством медиумов. В аргументации, выдвигаемой критиками медиумизма, упоминаются «самообман», «вмешательство подсознания», использование иллюзионистских трюков, фокусничество и подлог.
С точки зрения отдельных представителей христианства, медиумизм проявляются у людей, одержимых бесами.

### Разоблачители лже-медиумизма
В числе наиболее известных разоблачителей лже-медиумизма были исследователи Фрэнк Подмор (Общество психических исследований), Гарри Прайс (Национальная лаборатория психических исследований), а также профессиональные сценические маги-иллюзионисты Джон Н. Маскелайн (разоблачивший трюки братьев Дэвенпорт) и Гарри Гудини. Последний заявлял, что не имеет ничего против спиритуализма как формы религии, он лишь призван разоблачать шарлатанов, которые обманывают людей от имени этой религии.